# Pollenia vivida
Pollenia vivida är en tvåvingeart som först beskrevs av Robineau-desvoidy 1830.  Pollenia vivida ingår i släktet vindsflugor, och familjen spyflugor.
Artens utbredningsområde är Frankrike. Inga underarter finns listade i Catalogue of Life.